# The Best Year of My Life
『The Best Year of My Life』（ザ・ベスト・イヤー・オブ・マイ・ライフ）は、1984年6月21日に発売されたオフコース通算11作目のオリジナルアルバム。

## 解説
1982年秋、長年のパートナーであった鈴木康博を失った小田和正は音楽に関する活動再開のイメージをまったく持てなかった。果たして今後、人前で歌を歌うのかさえわからなかったが、清水仁からの「それなら4人でオフコースをやればいい」という助言を受け、「オフコースというバンドがなくなってもやっていけるように一人一人が力をつけるために」3年だけ活動を続けることを決め、お互いの意思を確認した小田・清水・大間ジロー・松尾一彦の4名は84年初頭からアルバムのレコーディングを開始する。アルバム・タイトルはこれからの一年一年が去年より良い、自分にとっての“ベスト・イヤー”でありたいという願いからつけられた。サブタイトルに“Green Album”とあるのは当初、同じタイトルで2枚アルバムをリリースして最初は若葉のイメージのグリーンで、数年後に秋色のブラウンの“ベスト・イヤー”をリリースして、その数年間で自分達の“ベスト・イヤー”を更新したことを証明しようという発想でつけたと、小田は後のインタビューで答えている。
レコーディングについて、ミキサーとして参加した木村史郎によれば「去年（1983年）の秋ぐらいから、事務所のスタジオでデモテープ録りやら、ベースメント作りなんかをしていて、このときはメンバーだけで録っていて、僕は時間があれば顔を出してたけどね。それで本格的にスタジオに入って録り始めたのは、今年に入ってからかな?」「出来上がって聴いてみると、やっぱり今までとは変わったんじゃないかと思いますよ。音的に硬質になったとかそういうんじゃなくて、全体的に、男っぽくなったというか……そういう印象がすごくあります。まぁ、変わるんじゃないかなぁっていう予想はしてたんだけど、どんな風に変わるかはまったくわからなかったし…。今、全部終わって改めて聴いてみると、以前の感じの曲もあるけれど、やっぱり変わったかな? って思う」「ただ、デモテープ録りをしていたときから“みんなをウラギってやろう”ってことは、ある程度考えてたんじゃないかと思うんですよ。『バシッとしよう、バシッと!』なんてよく言ってたから」 という。
また、これまでのアルバムとの違いについては「今回はボーカル録りでもいろいろと実験をしてみたんですよ。いままでだとマイクを近づけて歌う“オン・マイク”っていう方法が多かったんだけど、今回はマイクをちょっと離してみたりとか、マイクを2本立ててみたりとかそんな方法にもトライしてみた。だから、そんなところからも。今までの感じとは違うっていうのと関係しているんじゃないかな」 とも語っていた。
当初、清水のボーカル録りも行われたのだという。それについて木村は「実は、今回仁さんもボーカルに挑戦したんですよ。松尾君の曲だったんだけどね、（大間）ジローだったかなぁ『仁さんに歌わせたら?』なんて言いだして、仁さんが歌うことになって。だけど何10回、何100回トライしても思うようにいかなくて……。ちょっとキーが高かったのかな、すごい歌いにくかったみたいで、最終的に断念。結局、松尾君にバトンタッチしちゃった。彼の書く曲はほかの人が歌うと難しいみたい」 と答えている。
木村によれば今作のレコーディング時間は500時間以上を越えているのではないかという。その理由を「最後の最後まで本人が気に入らなくて、やり直した曲もあったからね」「その曲は、もう楽器も全部入ってたんだけど小田さんが『なんか気持ち悪い』って言うんでね。ほかのメンバーも『リズムパターンが違うみたい』なんて言いだして、最後の最後まで揉めに揉めた曲でしたね。ロスへ行っても2回ミックスし直したんですよ」とし、全体を振り返って「こうやって見ると、オフコースってやっぱりバンドなんだなぁって感じますね。もしひとりがとびぬけて頭領みたいな存在がいるパターンだったら、そういうコミュニケーションはないしね。みんなが同じレベルで言い合える発言権をもってなくちゃ、成立しませんよね」 と語っている。
この当時、曲における映像の重要性を意識していた彼らはシングルカットされた「君が、嘘を、ついた」、「夏の日」、「緑の日々」の3本のミュージック・クリップを制作、特に「夏の日」と「緑の日々」の2本は自ら脚本・演出・監督を手がけた。
B-5「ふたりで生きている」は後年、ドラマスペシャル『やまない雨はない』 主題歌に使用された。
ジャケット写真とCM等に使用されたVTRは4月26日に茨城県阿見町の阿見飛行場の滑走路中央、レコード内袋の老人物写真は4月20日に世田谷の洋館にて、それぞれ撮影された。
1982年12月末をもって東芝EMIとの契約を満了した彼らは当時所属していた新田和長が部長を務める「第二制作部」が独立後に設立した新会社「ファンハウス」に移籍、以後解散する1989年までの間に制作されたメンバーのソロを含むオフコースのアルバムおよびシングルは同社よりリリースされた。なお、本作リリースの前年に正式にグループを脱退して、既にソロ活動を始めていた鈴木は引き続き東芝EMIに在籍した。

## 収録曲
| 全編曲: オフコース。 |                        |          |          |       |
| #                    | タイトル               | 作詞     | 作曲     | 時間  |
| 1.                   | 「恋びとたちのように」 | 小田和正 | 小田和正 | 5'10" |
| 2.                   | 「夏の日」             | 小田和正 | 小田和正 | 5'03" |
| 3.                   | 「僕等の世界に」       | 小田和正 | 松尾一彦 | 4'32" |
| 4.                   | 「君が、嘘を、ついた」 | 小田和正 | 小田和正 | 4'41" |

| 全編曲: オフコース。 |                        |                     |          |       |
| #                    | タイトル               | 作詞                | 作曲     | 時間  |
| 1.                   | 「緑の日々」           | 小田和正            | 小田和正 | 4'36" |
| 2.                   | 「愛を切り裂いて」     | 小田和正            | 松尾一彦 | 5'04" |
| 3.                   | 「愛よりも」           | 大間仁世 · 松尾一彦 | 松尾一彦 | 4'15" |
| 4.                   | 「気をつけて」         | 小田和正            | 小田和正 | 5'44" |
| 5.                   | 「ふたりで生きている」 | 小田和正            | 小田和正 | 2'35" |

## クレジット
- KeyBoards   Kazumasa Oda
- Bass   Hitoshi Shimizu
- Drums & Percussion   Jiro Oma
- Guitars & Harmonica   Kazuhiko Matsuo

### スタッフ
| Produced & Arranged by OFF COURSE |    |                                                        |
| Directed                          | by | - Shinichi Henmi - Haruyoshi Kawamoto - Kaname Togashi |
| Recorded                          | by | - Shiro Kimura - Ryoji Hachiya                         |
| Recorded                          | at | - Toshiba EMI Studios - Getting Better Room            |
| Mixed                             | by | Bill Schnee                                            |
| Mixed                             | at | Bill Schnee Studio                                     |
| Aassisted                         | by | - Kazuhiko Yanagisawa - Masatake Osato - David Schober |
| Mastered                          | by | Doug Sax                                               |
| Mastered                          | at | Mastering Lab.                                         |
| Managers                          |    | - Kazuhiko Nishizawa - Akira Kikuchi                   |
|                                   |    |                                                        |

| Graphic Concept  | Hiroyuki Fukusato |
| Design           | Mika Ito          |
| Photographies by | Masashi Tamura    |
|                  |                   |

| Strings  | Tamano Strings Section                     |
| Harp     | Kaoru Nakayama                             |
| Sax      | - Koji Katayama - Jerry Peterson (A-1,A-2) |
| Trumpet  | Kenji Nakazawa                             |
| Trombone | Kiyotaka Uchida                            |
|          |                                            |

| Special Thanks to | |
|                   | - Ichi Asatsuma (P.M.P) - Nonaka Boeki Co., LTD. - (importing Ludwig & Zildjian) - Hoshino Gakki Co., LTD. (Ibanez) - Shozo Kinoshita (TAD) |

## CD選書シリーズ

### 解説
「CD選書シリーズ」の一枚として廉価盤でのリリース。CDケースは、プラスティック製のスリム・ケースを使用。

### 収録曲
1. 恋びとたちのように  –  (5:10)[2]
2. 夏の日  –  (5:03)[2]
3. 僕等の世界に  –  (4:33)[2]
4. 君が、嘘を、ついた  –  (4:42)[2]
5. 緑の日々  –  (4:37)[2]
6. 愛を切り裂いて  –  (5:04)[2]
7. 愛よりも  –  (4:15)[2]
8. 気をつけて  –  (5:44)[2]
9. ふたりで生きている  –  (2:36)[2]

## リリース履歴
| # | 発売日         | リリース                              | 規格 | 品番      | 備考                                                                                                  |
| - | -------------- | ------------------------------------- | ---- | --------- | --- |
| 1 | 1984年6月21日  | エキスプレス ⁄ ファンハウス           | LP   | 28FB-2002 | 帯の代わりにステッカーが貼られる。レーベルはアルバム・オリジナルのデザインを採用。                    |
| 1 | 1984年6月21日  | エキスプレス ⁄ ファンハウス           | CT   | 28FC-2002 | カセット同時発売。                                                                                    |
| 2 | 1984年8月18日  | エキスプレス ⁄ ファンハウス           | CD   | 35FD-1002 | 初CD化。                                                                                              |
| 3 | 1988年12月10日 | エキスプレス ⁄ ファンハウス           | CD   | 40FD-7046 | ピュアゴールドCDでの再発。                                                                            |
| 4 | 1988年12月10日 | エキスプレス ⁄ ファンハウス           | CD   | 00FD-7051 | ファンハウス在籍時のオリジナル・アルバム4枚組CD-BOX『SPECIAL CD SET OFF COURSE 1984-1988』の中の1枚。 |
| 5 | 1991年12月21日 | エキスプレス ⁄ ファンハウス           | CD   | FHCF-1168 | 品番および価格改定。プラケースは通常タイプ。                                                          |
| 6 | 1994年5月25日  | エキスプレス ⁄ ファンハウス           | CD   | FHCF-8006 | CD選書シリーズの一枚。                                                                                |
| 7 | 2022年6月15日  | Ariola Japan / Sony Music Labels Inc. | CD   | FHCL-3010 | リマスタリングによる再発。                                                                            |